# Konstantin Abramow (historyk)
Konstantin Iwanowicz Abramow (ros. Константин Иванович Абрамов, ur. 1920, zm. 2001) – radziecki historyk, doktor nauk historycznych (1975), Zasłużony Działacz Nauki RFSRR (1980). Uczestnik II wojny światowej. 

## Życiorys
Absolwent Moskiewskiego Instytutu Bibliotekoznawstwa (1950), był tam następnie wykładowcą; od 1976 profesor. Wydał prace z historii bibliotekoznawstwa w Rosji, rosyjskiej historii .